# Synoicum calypsonis
Synoicum calypsonis is een zakpijpensoort uit de familie van de Polyclinidae. De wetenschappelijke naam van de soort is voor het eerst geldig gepubliceerd in 1956 door Peres.